# Universitas lingvarum Litvaniæ
Universitas lingvarum Litvaniæ (litovsko Lietuvos kalbų visuma, slovensko Celota litovskih jezikov) je najstarejša ohranjena slovnica litovskega jezika, izdana na ozemlju Velike litovske kneževine. Napisana je v latinskem jeziku in objavljena v litovski prestolnici Vilni leta 1737. Avtor slovnice ni znan, slovnica pa kaže, da je avtor morda izhajal iz okrožij Dotnuva, Kėdainiai, Surviliškis ali Šėta.  Napisana je bila samostojno, saj ne kaže vpliva slovnice litovskega jezika Male (Pruske) Litve.
Na strukturo Universitas lingvarum Litvaniæ in klasifikacijo delov jezika sta vplivali latinska in poljska slovnica tistega obdobja. Najpomembnejša značilnost Universitas lingvarum Litvaniæ, po kateri se razlikuje od drugih slovnic litovskega jezika tistega obdobja, je razumevanje sistema naglašanja litovskega jezika in dokaj dosledno označevanje pridevnikov.
Leta 1829 je Simonas Stanevičius v Vilni izdal razširjeno različico Universitas lingvarum Litvaniæ z naslovom Grammatica brevis linguæ Lituanicæ seu Samogiticæ (litovsko Trumpas pamokimas kałbos lituviškas ali źmaitiškas, slovensko Kratka vadnica litovskega ali samogitskega jezika). Leta 1896 jo je Jan Michał Rozwadowski ponovno izdal v Krakovu.
Leta 1981 je Kazimieras Eigminas izdal faksimile Universitas lingvarum Litvaniæ  skupaj z litovskim prevodom.